# Imprimantă

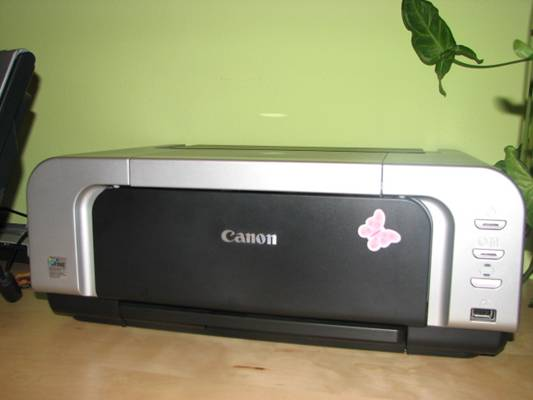
Imprimantă cu jet de cerneală

Imprimanta face parte din categoria dispozitivelor periferice de ieșire, aceasta fiind utilizată pentru transpunerea informației din calculator pe hârtie (un document, o poză sau orice altfel de fișiere grafice, un e-mail, un articol etc.). 
Imprimantele se clasează după mai multe criterii, de exemplu în funcție de scop (imprimare/tipărire) și de rapiditate, de procedeu, de dimensiunile maxime ale hârtiei pe care se imprimă și altele.

## Tipuri de imprimante
- imprimantă matricială (sau „cu ace”), oferă o calitate (rezoluție) scăzută. Este folosită pentru foi de calitate scăzută, facturi fiscale etc. (în general documente tip), fiind singurul tip de imprimantă care permite imprimarea simultană a 2 sau 3 exemplare, folosind hârtie autocopiativă.
- imprimantă cu jet de cerneală, oferă o calitate medie înspre ridicată, la o viteză medie.  Este folosită pentru documente, fotografii sau fișiere grafice.
- imprimantă laser, oferă o calitate ridicată la viteză înaltă. Folosește un toner special.
- imprimantă cu imprimare termică. Folosește o hârtie specială.  Este utilizată pentru legitimații, carduri etc.

Imprimantele pot imprima pe hârtie de dimensiuni diferite, de la A0 - numai plottere (imprimante de dimensiuni mai mari folosite în general de firme pentru scheme CAD, afișe etc) și până la plicuri, fotografii etc.

## Caracteristici tehnice
- Rezoluția;
- Imprimarea;
- Viteza de tipărire;
- Dimensiunea maximă a hârtiei;
- Memoria proprie;
- Posibilitățile de extindere;
- Numărul de culori.